# Cavalcante dei Cavalcanti
Cavalcante de' Cavalcanti (mort vers 1280) va ser un filòsof epicur florentí, pare de l'amic de Dante Alighieri el poeta Guido Cavalcanti.
Cavalcante era un membre benestant de l'artistocràcia güelfa florentina. Amb el consentiment del Papa va deixar durant les croades amb interessos d'usura. Després de la derrota dels gibel·lins sobre els güelfs a la batalla de Montaperti es va veure obligat a exiliar-se a la ciutat toscana de Lucca. Va tornar del seu exili el 1266 i va casar el seu fill Guido amb la filla de Farinata degli Uberti, un gibel·lí prominent.
Tot i l'alineació de Cavalcanti amb els partidaris papals, fou denunciat com a heretge. Dante fa aparèixer el pare del seu amic al desè canto de la seva Comèdia, on Cavalcanti i Farinata cremen a la mateixa tomba de l'infern per heretges.